# Zielinski Szilárd Szakkollégium
A  Zielinski Szilárd Szakkollégium (korábbi nevén BME Építőmérnöki Szakkollégium) a Budapesti Műszaki és Gazdaságtudományi Egyetem Építőmérnöki Karán működő szakmai öntevékeny csoport. Nemzetközi nevén IACES LC Budapest, vagyis a szakkollégium az International Association of Civil Engineering budapesti helyi szervezete. A Szakkollégiumot 2004-ben tíz, szakmailag elkötelezett hallgató alapította. Jelenleg mintegy 100 tagot számlál és öt tagozatból épül fel.
Fő tevékenységi köre szakmai kirándulások, előadások, illetve bármilyen más szakmai program megszervezése. Az építőmérnöki tervezési gyakorlatban használt minden fontosabb számítógépes szoftvert oktat, ezekből több szinten képzéseket tart. A jelentősebb nemzetközi építőmérnöki konferenciákon történő részvételt is a Szakkollégium szervezi, illetve az elmúlt pár évben több kiváló európai műszaki egyetem hallgatóit is vendégül látta.
A BME Építőmérnöki Szakkollégium fő célja, hogy az egyetem nyújtotta magas színvonalú elméleti képzés mellett biztosítsa az azt kiegészítő szélesebb körű, gyakorlatorientált szakmai ismeretek elsajátítását.

## Tagozatok
- Földmérő tagozat
- Kör-Vas-Út tagozat
- MérnökMűhely tagozat
- Szerkezetépítő tagozat
- Vízépítő tagozat

### Földmérő tagozat
A Földmérő tagozat az Építőmérnöki Kar hallgatóinak azon csoportját fogja össze, akiket az egyetemi órákon túl is érdekelnek a földméréssel, térinformatikával kapcsolatos ismeretek, érdekességek. A hangsúly az elméleti oktatás gyakorlati szemlélettel való kiegészítése.

### Kör-Vas-Út tagozat
A Kör-Vas-Út tagozat az Építőmérnöki Kar hallgatóinak azon csoportját fogja össze, akiket az egyetemi órákon túl is érdekelnek a közlekedésépítéssel, várostervezéssel kapcsolatos ismeretek, érdekességek. A hangsúly az elméleti oktatás gyakorlati szemlélettel való kiegészítése.

### MérnökMűhely
A MérnökMűhely célja, hogy megismertesse a főként építőmérnök hallgatókból álló célközönséggel a mérnöki gyakorlatban használatos szoftvereket. A Vásárhelyi Pál Kollégiumban egy 12 számítógéppel felszerelt labort üzemeltetnek, ahol a hallgatóknak tartanak ingyenes oktatásokat. A szoftverek használatát kiscsoportos foglalkozások keretében oktatják, valamint szükség esetén a feladatokkal kapcsolatban konzultációt is tartanak. Az oktatott szoftverek palettáján megtalálható többek között az Axis VM véges elemes program, az AutoCAD tervezőprogram, és annak alváltozatai, valamint a mathCAD mérnöki matematikai program.
A kör ezen felül nonprofit kereteken belül foglalkozik még a hallgatók tanulmányaival kapcsolatos tervrajzok, illetve házi feladatok nyomtatásával.
A kör ezen túl projektor, és vetítővászon kölcsönzésével is foglalkozik, ezzel járul hozzá a kollégium, szakmai, és kulturális, eseményeinek lebonyolításához.

### Szerkezetépítő tagozat
A Szerkezetépítő tagozat az Építőmérnöki Kar hallgatóinak azon csoportját fogja össze, akiket az egyetemi órákon túl is érdekelnek a szerkezetépítéssel kapcsolatos ismeretek, a mélyépítéstől kezdve a magasépítésig bezárólag. A hangsúly az elméleti oktatás gyakorlati szemlélettel való kiegészítésén van. Fő tevékenységük közé tartoznak az építkezéslátogatások szervezése, melyeken a kar hallgatóinak nyílik lehetőség ellátogatni az éppen aktuális jelentős építkezésekre, ezáltal a diákok az egyetemen tanult elméleti tudás gyakorlati alkalmazására láthatnak példákat. Ezen tevékenységen felül több alkalommal szerveznek ingyenes, az egyetemi tanulmányokon túlmutató tudás megszerzését lehetővé tevő előadásokat.

### Vízépítő tagozat
A Vízépítő tagozat az Építőmérnöki Kar hallgatóinak azon csoportját fogja össze, akiket az egyetemi órákon túl is érdekelnek a vízépítéssel, vízgazdálkodással kapcsolatos ismeretek, érdekességek. A hangsúly az elméleti oktatás gyakorlati szemlélettel való kiegészítése. Karunkon tanító neves oktatók segítik munkánkat, programjaink szervezését.
A tagozat tagjai a hagyományokra támaszkodva a következő célok megvalósítását tűzték ki maguk elé: 
- Tanulmányi kirándulások szervezése elsősorban vízépítéssel, vízgazdálkodással kapcsolatos témákban
- Hazai és nemzetközi kapcsolatok kiépítése és ápolása hasonló profilú szervezetekkel
- Kapcsolatok kiépítése az építőmérnöki szakma vízépítéssel, vízkezeléssel, vízhasznosítással foglalkozó cégeivel
- Segíteni a hallgatók elméleti ismereteinek gyakorlatban való alkalmazását szakmai kirándulások, gyakorlatok szervezésével
- Összefoglaló adatbázis létrehozása és fejlesztése az egyetemen oktatott, a tagozat profiljába beleillő tantárgyak segédanyagairól, jegyzeteiről.

## Projektek
- Zielinski Szilárd Konferencia Honlap
- Várostervezési Napok Honlap
- Építőmérnöki Szakmai Hét Honlap

## Kapcsolódó honlapok
- Zielinski Szilárd Szakkollégium honlapja